# آیزایا هرمان
آیزایا هرمان (انگلیسی: Jesaja Herrmann؛ زادهٔ ۸ فوریهٔ ۲۰۰۰) بازیکن فوتبال اهل آلمان است.
وی همچنین در تیم‌های ملی فوتبال جوانان آلمان، Germany national under-16 football team، جوانان آلمان، جوانان آلمان، و جوانان آلمان بازی کرده‌است.